# Numbers (álbum de Woe, Is Me)
Number[s] es el álbum debut de la banda estadounidense metalcore, Woe, Is Me, lanzado el 31 de agosto de 2010 bajo el sello de Rise Records y la subdivisión de esta Velocity. Una versión remixada del álbum fue lanzada el 17 de julio de 2012 con una nueva alineación en la banda debido a la salida de Tim Sherrill, Tyler Carter, Michael Bohn and Cory and Ben Ferris. Number[s] fue producido por Cameron Mizell en su ciudad natal Orlando, Florida.

## Lanzamiento y Lanzamiento Deluxe
A su lanzamiento Number[s] se posicionó en el puesto 16 de la revista Billboard, vendiendo 1.700 copias en su primera semana. Dos canciones fueron lanzadas antes del álbum en sí. "[&] Delinquents" el 29 de julio de 2010 y "Mannequin Religion" el 20 de agosto de 2010. Las versiones demo de tres canciones, Hell, or High Water", "If Not, for Ourselves", y "I." también se habían publicado anteriormente. Es el último álbum en el que participa el guitarrista principal Tim Sherrill, dado a su salida de la banda en el próximo año, así como la salida del vocalista Tyler Carter, dado a su salida de la banda en agosto de 2011. Un relanzamiento del álbum fue lanzado el 17 de julio de 2012 presentando a un nuevo vocalista Hance Alligood y el ex voces guturales Michael Bohn mientras Magliano estaba por unirse a la banda en el momento de su grabación.

## Recepción
El álbum ganó críticas mayormente positivas, con Lexington Music Press diciendo que "sin duda se pone mejor y mejor a medida que se va reproduciendo y trata más con su fórmula." Sin embargo ellos dijeron que durante la primera mitad del álbum "muchas canciones comparten la misma fórmula base, evitando que pudieran llegar a dar todo lo que podían."

## Listado de canciones
| N.º   | Título                                             | Duración |  |
| 1.    | «On Veiled Men»                                    | 0:50     |  |
| 2.    | «[&] Delinquents»                                  | 2:56     |  |
| 3.    | «Mannequin Religion»                               | 2:55     |  |
| 4.    | «Keep Your Enemies Close»                          | 2:29     |  |
| 5.    | «Hell, or High Water»                              | 3:41     |  |
| 6.    | «For the Likes of You»                             | 3:42     |  |
| 7.    | «I»                                                | 3:04     |  |
| 8.    | «Our Number[s]» (featuring Jonny Craig)            | 2:55     |  |
| 9.    | «If Not, for Ourselves»                            | 4:30     |  |
| 10.   | «Desolate [The Conductor]» (featuring Jonny Craig) | 1:55     |  |
| 28:54 |                                                    |          |  |

| Deluxe Reissue |                                                    |          |  |
| N.º            | Título                                             | Duración |  |
| 1.             | «Vengeance»                                        | 4:09     |  |
| 2.             | «Fame > Demise» (Caleb Shomo Remix)                | 4:20     |  |
| 3.             | «We 'R Who We 'R» (Ke$ha Cover)                    | 3:37     |  |
| 4.             | «[&]Delinquents» (Caleb Shomo Remix)               | 4:04     |  |
| 5.             | «Fame > Demise»                                    | 3:33     |  |
| 6.             | «Fame > Demise» (Acoustic)                         | 2:48     |  |
| 7.             | «On Veiled Men»                                    | 0:50     |  |
| 8.             | «[&] Delinquents»                                  | 2:57     |  |
| 9.             | «Mannequin Religion»                               | 2:54     |  |
| 10.            | «Keep Your Enemies Close»                          | 2:26     |  |
| 11.            | «Hell, or High Water»                              | 3:36     |  |
| 12.            | «For the Likes of You»                             | 3:39     |  |
| 13.            | «I»                                                | 3:12     |  |
| 14.            | «Our Number[s]» (featuring Jonny Craig)            | 2:52     |  |
| 15.            | «If Not, for Ourselves»                            | 4:34     |  |
| 16.            | «Desolate [The Conductor]» (featuring Jonny Craig) | 1:55     |  |
| 51:26          |                                                    |          |  |